# Marc Sangnier
Marc Sangnier (París, 3 de abril de 1873 – París, 28 de mayo de 1950) fue un periodista y político francés. Creador del movimiento Le Sillon (condenado formalmente por Pío X el 25 de agosto de 1910), fue uno de los promotores del catolicismo democrático y progresista. También ocupó un lugar de destaque en el movimiento por la educación popular, promoviendo estos ideales a través de las publicaciones y actividades en las que participaba. Además, fue uno de los pioneros del movimiento alberguista en Francia.

## Biografía

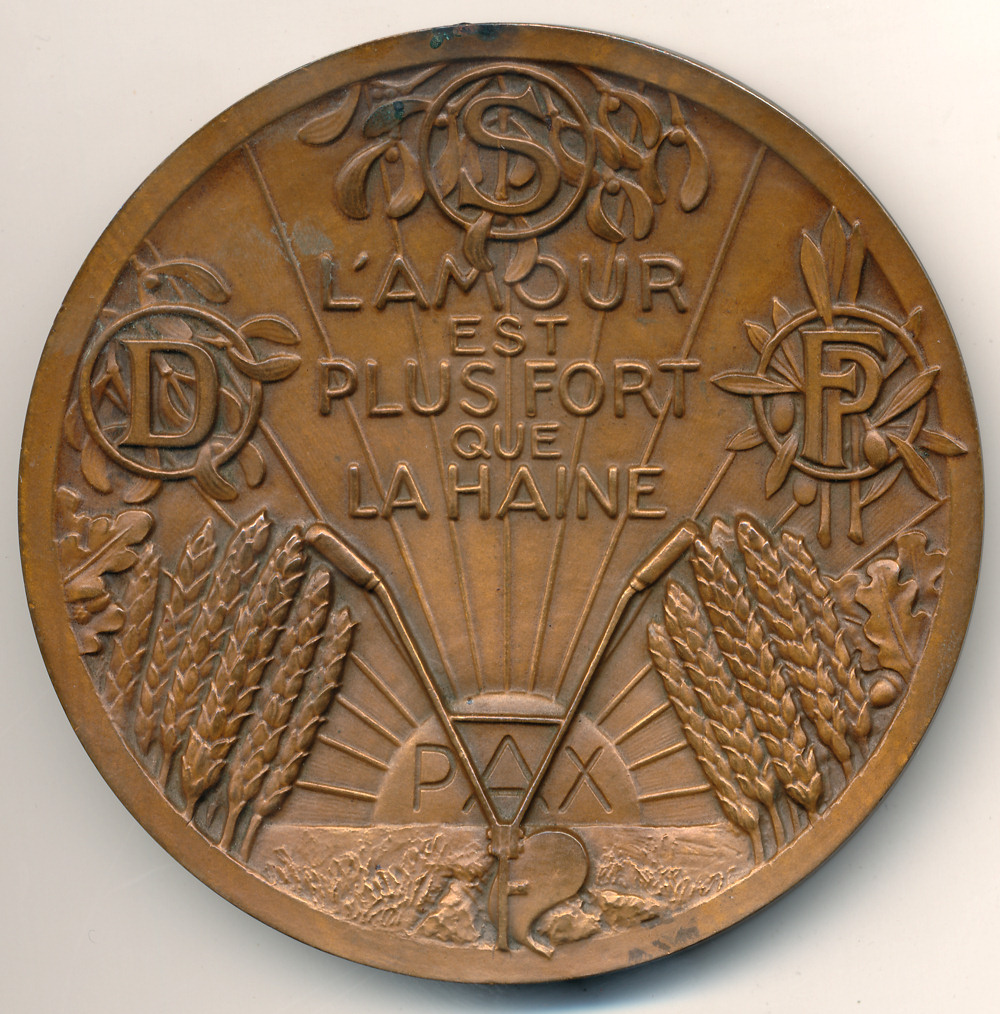
Medalla en honor a Marc Sangnier (reverso).

Nacido en un entorno burgués parisino, fue hijo de Félix Sangnier (1834-1928) y de Thèrèse Lachaud (1846-1920), así como nieto de Charles Lachaud (1817-1882, originario de Treignac –Corrèze–) y de Louise Ancelot (1825-1887, ahijada y legataria universal de Alfred de Vigny).
Marc Sangnier recibió una educación profundamente cristiana, en el Colegio Stanislas de París, entre 1879 y 1894. Fue un brillante alumno, que recibió un premio en filosofía en el año 1891. Ya bachiller, fue admitido en 1895 en la École Polytechnique, aunque luego obtuvo una licenciatura en Derecho en 1898.
Aún siendo un joven estudiante en 1894, intervino en la publicación filosófica titulada Le Sillon, periódico del movimiento por un cristianismo democrático y social, fundado por su amigo Paul Renaudin, donde trabajó junto a otros compañeros del Colegio Stanislas de París.

### Militante por un catolicismo progresista
En 1899, Le Sillon pasó a ser el medio de difusión de un vasto movimiento de educación popular que reunió la juventud obrera con hijos de notables, con el fin de reconciliar las clases trabajadoras con la Iglesia y con la República. Apoyándose en los patronatos católicos, Sangnier creó en 1901 los llamados Instituts Populaires donde pronto se desarrollaron cursillos y conferencias públicas. 
En el congreso nacional de 1905, estuvieron representados cerca de mil círculos de toda Francia; ese mismo año Mar Sangnier público en su  revista La Quinzaine, Le Fils de l'Esprit. Roman social, de George Fonsegrive a través de la que pudo dinfundir por primera vez entre un público amplio sus ideas. En esta novela, convertida en "ibro de cabecera de toda una juventud", mediante el que se expresa a través de la ficción el proyecto de estos católicos sociales ligados a la República.

Le Sillon tiene como objetivo lograr una república democrática en Francia. No es, por tanto, un movimiento católico, en el sentido de que no es una obra cuyo objetivo particular sea ponerse a disposición de los obispos y párrocos para ayudarlos en su propio ministerio. Le Sillon es por tanto un movimiento laico, lo que no impide que sea también un movimiento profundamente religioso
Artículo de Marc Sangnier en Le Croix, en 1905.

El historiador Henri Guillemin explicaba así el planteamiento de Sagnier: "En ese momento, los católicos propugnaban las ideas de la derecha o la extrema derecha, además, el Syllabus del papa Pío IX de 1864 condenaba el liberalismo. Marc Sangnier, católico ferviente, pero "sin zapatillas clericales", se dijo republicano de izquierda, incluso de extrema izquierda. Esto creó un gran revuelo, la derecha le llamó traidor y la izquierda hipócrita diciendo que no se podía ser católico y republicano.
Así, este movimiento tuvo que luchar contra la oposición de la extrema izquierda marxista, que a veces perturbaba los mítines organizados por Le Sillon, o la prensa de la monárquica Action française, que lo atacaba desde 1906 por sus posiciones democráticas y su política de movilización. Charles Péguy lo ataca violentamente. Charles Maurras inició entonces una violenta controversia con Sangnier, publicando una serie de artículos en la Revue d'Action française y en La Gazette de France que luego se reunirían en su libro Le Dilemme de Marc Sangnier, publicado en 1921 en la colección titulada La Démocratie religieuse. Maurras, aunque afirmando su agnosticismo personal, se hizo defensor del catolicismo tradicional que se le presentaba a la vez como un bien nacional y moral (veía en la Iglesia el "templo de las definiciones del deber" y "el arco de salvación de las sociedades"). 
La votación en 1905 de la Ley de Separación de Iglesia y Estado constituye un nuevo punto de inflexión que creará un conflicto entre las ideas liberales de Le Sillon y el episcopado francés. En 1910, en su carta Notre charge apostolique, el papa Pío X condenó las ideas de los sillonistas, la “falsa doctrina del Sillon” que propugnaba la nivelación de clases, la triple emancipación política, económica e intelectual. Lamenta que demasiados sacerdotes se hagan apóstoles de estos errores y los invita a ponerse en lo sucesivo bajo la autoridad del clero.
El historiador Jacques Prévotat indica que, pocos años después  en 1914, el mismo papa Pío X condenó la doctrina de la Action française de Charles Maurras en una encíclica que no llegaría a ser publicada. Aunque, posteriormente, en 1926, sería condenada oficialmente por el Vaticano en 1926. Luego rehabilitada por Pío XII en 1939, justo después de su elección al pontificado. 

### Militante social y pacífico

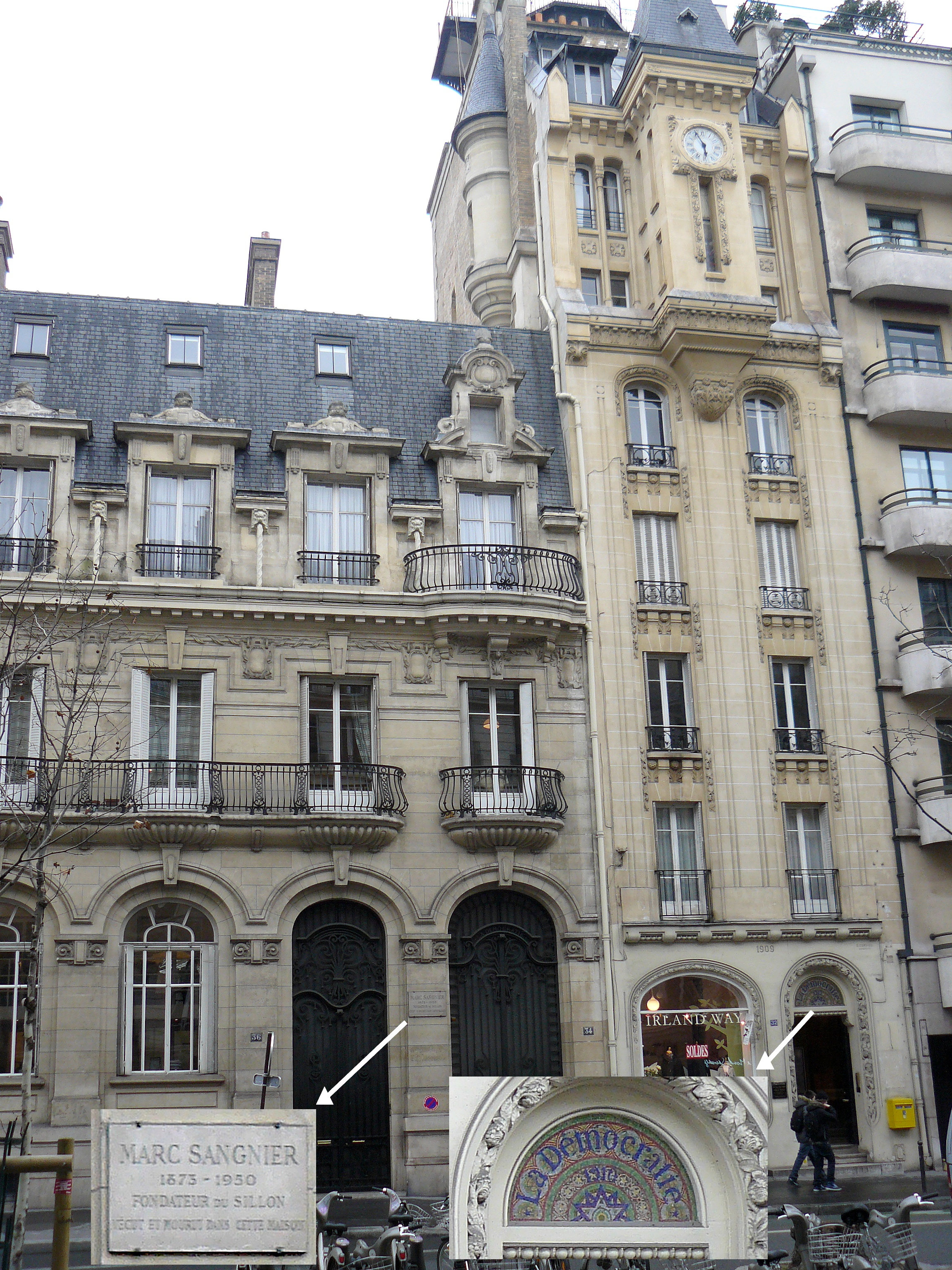
Casa de Marc Sangnier, boulevard Raspail, e immueble de La Démocratie (1909).

Marc Sangnier, atendiendo a la petición que el papa hacía en  Notre charge apostolique, abandonó la dirección de Le Sillon y decide abandonar la acción religiosa por la política. Fundó un diario, La Démocratie, y luego, en 1912, la Ligue de la jeune République. Hizo campaña por la igualdad cívica de las mujeres, el voto proporcional y trazó un sistema de legislación social verdaderamente vanguardista. Cuando se declaró la guerra en 1914, fue movilizado. Con el grado de teniente, sirvió durante dieciocho meses en el frente y fue condecorado con la Croix de Guerre antes de obtener la Legión de Honor. Cuando volvió la paz, se postuló a las elecciones legislativas y fue elegido diputado a la Cámara “horizonte azul”. Reactivando su movimiento Jeune République, defendió la idea de una verdadera reconciliación franco-alemana, pero sus ideas pacifistas le llevaron al fracaso en las elecciones de 1929 y decidió abandonar la política. 
Desde ese momento se dedicó de lleno a la causa pacifista. Tras un encuentro con Richard Schirrmann quien inició los primeros albergues juveniles en Alemania, retomó la idea y abrió el primer albergue juvenil en Francia, bautizado como Epi d'Or, fue construido en 1929 en Boissy-la-River (Essonne). Al año siguiente, se fundó la Liga Francesa de Albergues Juveniles por iniciativa suya. Marc Sangnier crea un nuevo periódico, L'Éveil des peuple, para dar a conocer sus ideas. Personalidades como Pierre Cot y René Cassin ocasionalmente firman algunos artículos en su diario. Durante la ocupación, tras la derrota de 1940, puso la imprenta de su periódico al servicio de la Resistencia, lo que provocó que fuera detenido por la Gestapo y encarcelado durante unas semanas en la prisión de Fresnes. En la Liberación, fue elegido diputado por París en la candidatura del MRP (Mouvement Républicain Populaire). Murió el 28 de mayo de 1950. 
Henri Guillemin fue su asistente desde 1923. Es padre de Jean Sangnier (1912-2011), periodista y luchador de la Resistencia, y de Paul Sangnier (1917-1939), explorador.

## Documentos y archivos
El 'Instituto Marc Sangnier', fundado por su hijo Jean (1912-2011), conserva archivos y documentos que permiten mejor conocer a este personaje, junto a recordatorios de los movimientos a los que estuvo ligado. Libros y documentos vinculados a esta personalidad pueden ser consultados en los locales de 'Sillon' y de 'La Démocratie'; en esta misma dirección se encuentra también la sede de 'Foyers de la paix'.

## Homenajes
- Tres avenidas llevan su nombre en París, Caluire-et-Cuire, y Villeurbanne.
- Una plaza también lleva su nombre en Antony (Hauts-de-Seine), y otra en Brest.
- Una calle con su nombre fue inaugurada por Robert Schuman en 'La Rochelle' en los años 1950, por iniciativa de los consejeros municipales del MRP.
- También varias instituciones educativas llevan su nombre en Francia.

## Obras
- L'Éducation sociale du Peuple, Paris, Rondelet, 1899.
- Le Sillon, esprit et méthodes,Paris, Au Sillon, 1905.
- L'Esprit démocratique, Paris, Perrin, 1905.
- Par la mort, Paris, Au Sillon, 1905.
- Une méthode d'éducation démocratique, París, Au Sillon, 1906.
- Au lendemain des élections (con el seudónimo de François Lespinat), París, Au Sillon, 1906.
- La Vie profonde, París, Perrin, 1906.
- Le Plus Grand Sillon, París, Au Sillon, 1907.
- La Trouée, París, Au Sillon, 1908.
- Devant l'affiche, París, Au Sillon, 1908.
- Chez les fous, París, Au Sillon, 1908.
- La lutte pour la démocratie, París, Perrin, 1908.
- Dans l'attente et le silence, París, Au Sillon; reedición Aux sources de l'éloquence, París, Bloud-Gay, 1908.
- Conférences aux soldats sur le front, París, Bloud-Gay, 1918.
- Ce que savent les jeunes Français d'aujourd'hui, La Démocratie, 1918.
- Le Val noir, La Démocratie, 1919.
- L'Âme commune, 1920-1921.
- L'Anniversaire, La Démocratie, 1928.
- Albert de Mun, París, Alcan, 1932.
- Autrefois, París, Bloud-Gay, 1933.
- Le Pacifisme d'action, París, Foyer de la Paix, 1936.
- Le Combat pour la Paix, París, Foyer de la Paix, 1937.
- Histoire des Auberges de la Jeunesse, editado por Les Auberges, 1946.
- Discours, 10 tomos:

| Tomo I - 1891-1906 Tomo II - 1906-1909 Tomo III - 1910-1913 Tomo IV - 1912-1913 | Tomo V - 1913-1919 Tomo VI - 1919-1922 Tomo VII - 1922-1923 | Tomo VIII - 1923-1925 Tomo IX - 1925-1929 Tomo X - 1930-1937 |